# Jakob Beck (Polizeibeamter)
Jakob Beck (* 14. August 1889 in Eichlberg; † 19. Januar 1976 in Garmisch-Partenkirchen) war ein deutscher Polizeibeamter und SS-Führer. Beck stand u. a. von 1934 bis 1941 mit der Amtsbezeichnung eines Stellvertretenden Leiters an der Spitze der Bayerischen Politischen Polizei bzw. der Staatspolizeileitstelle in München und amtierte anschließend als Polizeipräsident von Zwickau.

## Leben und Wirken
Nach der Volksschule besuchte Beck das Gymnasium in Regensburg und beendete seine Schullaufbahn 1911 mit dem Abitur. Ab 1912 studierte er Rechtswissenschaften und schloss sein Studium nach einer kriegsbedingten Unterbrechung im April 1915 ab.
Ab Anfang Oktober 1914 nahm er am Ersten Weltkrieg teil, zunächst bei der Ersatz-MG-Kompanie des 11. bayerischen Infanterie-Regiments und ab Mai 1915 bei der Gebirgs-Maschinengewehr-Abteilung 209. Eine im Juli 1916 erlittene Kriegsverletzung erforderte einen über ein Jahr andauernden Lazarettaufenthalt. Von August 1917 bis zum Kriegsende war er Abteilungsreferent für Zurückstellungen beim stellvertretenden Generalkommando des I. bayer. Armeekorps in München. Nach Kriegsende war er im Frühjahr 1919 kurzzeitig beim Freikorps Regensburg und absolvierte zudem bis 1921 sein Rechtsreferendariat, nach dessen Beendigung er im Juni 1921 sein zweites juristisches Staatsexamen bestand.
Am 15. Dezember 1921 trat Beck als Regierungsassessor in den bayerischen Staatsdienst ein, in dem er zunächst bei der Schutzpolizei zum Einsatz kam und war ab Anfang November 1923 Bezirksamtmann in Grafenau. Am 1. August 1930 wechselte er im Rang eines Regierungsrates zur Polizeidirektion München, wo er stellvertretender Leiter der Politischen Polizei wurde.
Wenige Wochen nach der nationalsozialistischen „Machtergreifung“ 1933 rief der Reichsführer SS Heinrich Himmler die Bayerische Politische Polizei (BPP) ins Leben, eine spezielle Polizeitruppe zur Bekämpfung von politischen Gegnern des NS-Staates im südwestdeutschen Raum. Beck wurde zusammen mit weiteren Mitarbeitern der Abteilung VI wie Heinrich Müller und Reinhard Flesch in die BPP aufgenommen und wurde als Stellvertreter des BPP-Chefs Reinhard Heydrich der zweithöchste Ranginhaber.
Am 1. Juli 1933 folgte die Beförderung Becks zum Regierungsrat I. Klasse, später wurde er zum Oberregierungsrat ernannt. Am 20. August 1933 wurde er in die SS und den SD aufgenommen (Mitgliedsnummer 36.204), in der er in rascher Folge zum Sturmführer (1. Oktober 1933), Hauptsturmführer (20. April 1934) und Sturmbannführer (4. Juli 1934) befördert wurde.
Nach der Ernennung von Reinhard Heydrich zum Chef des Geheimen Staatspolizeiamtes in Berlin im April 1934 rückte Beck zum neuen Leiter der BPP auf, ein Amt, das er bis Februar 1935 behielt. Während seiner Amtszeit war er im Raum München im Frühsommer 1934 an der Röhm-Affäre sowie an der Koordinierung der Maßnahmen des NS-Staates gegen den emigrierten Schriftsteller Thomas Mann beteiligt, so an der Konfiszierung von Manns Bankkonten und dem Schriftwechsel um seine Ausbürgerung.
Nach der Eingliederung der BPP in die Gestapo leitete Beck de facto die Staatspolizeileitstelle München, wobei er formal den Rang eines stellvertretenden Leiters dieser Dienststelle führte (offizieller Leiter war weiterhin Heydrich, der in Berlin saß). Zugleich war er Abteilungsleiter bei der Staatspolizeileitstelle. Im Zuge der Verschränkung von Polizei und SS im Laufe der 30er Jahre wurde Beck gemäß dem Prinzip der Dienstgradangleichung entsprechend seinem Polizeirang in der SS bis zum SS-Standartenführer befördert. Der NSDAP trat Beck bereits zum 1. Mai 1933 bei (Mitgliedsnummer 2.941.480).
Von Anfang Juli 1941 bis zum Ende des Zweiten Weltkriegs amtierte Beck – zunächst kommissarisch und ab Januar 1943 als ständiger Stelleninhaber – als Polizeipräsident von Zwickau.
Bei Kriegsende wurde Beck in Zwickau von der amerikanischen Besatzungsmacht verhaftet und für längere Zeit interniert. Zu Beginn der 1950er Jahre lebte er erneut in München. Später lebte er in Mittenwald.

## Ehe und Familie
Beck heiratete am 25. Juli 1924 in München Berta Anna Marie Weiersmüller (* 18. August 1889 in München; † 19. Januar 1946 in Zwickau).

## Beförderungen
- 1. Oktober 1933: SS-Sturmführer
- 20. April 1934: SS-Hauptsturmführer
- 4. Juli 1934: SS-Sturmbannführer
- 11. September 1938: SS-Obersturmbannführer
- 20. April 1941: SS-Standartenführer